# 小寒
- 立春
- 雨水
- 惊蛰
- 春分
- 清明
- 谷雨
- 立夏
- 小满
- 芒种
- 夏至
- 小暑
- 大暑
- 立秋
- 处暑
- 白露
- 秋分
- 寒露
- 霜降
- 立冬
- 小雪
- 大雪
- 冬至
- 小寒
- 大寒

| 歲   | 開始             | 結束             |
| ---- | ---------------- | ---------------- |
| 辛巳 | 2002-01-05 12:43 | 2002-01-20 06:02 |
| 壬午 | 2003-01-05 18:27 | 2003-01-20 11:52 |
| 癸未 | 2004-01-06 00:18 | 2004-01-20 17:42 |
| 甲申 | 2005-01-05 06:03 | 2005-01-19 23:21 |
| 乙酉 | 2006-01-05 11:46 | 2006-01-20 05:15 |
| 丙戌 | 2007-01-05 17:40 | 2007-01-20 11:00 |
| 丁亥 | 2008-01-05 23:24 | 2008-01-20 16:43 |
| 戊子 | 2009-01-05 05:14 | 2009-01-19 22:40 |
| 己丑 | 2010-01-05 11:08 | 2010-01-20 04:27 |
| 庚寅 | 2011-01-05 16:54 | 2011-01-20 10:18 |
| 辛卯 | 2012-01-05 22:43 | 2012-01-20 16:09 |
| 壬辰 | 2013-01-05 04:33 | 2013-01-19 21:51 |
| 癸巳 | 2014-01-05 10:24 | 2014-01-20 03:51 |
| 甲午 | 2015-01-05 16:20 | 2015-01-20 09:43 |
| 乙未 | 2016-01-05 22:08 | 2016-01-20 15:27 |
| 丙申 | 2017-01-05 03:55 | 2017-01-19 21:23 |
| 丁酉 | 2018-01-05 09:48 | 2018-01-20 03:09 |
| 戊戌 | 2019-01-05 15:38 | 2019-01-20 08:59 |
| 己亥 | 2020-01-05 21:30 | 2020-01-20 14:54 |
| 庚子 | 2021-01-05 03:23 | 2021-01-19 20:39 |
| 辛丑 | 2022-01-05 09:14 | 2022-01-20 02:39 |
| 壬寅 | 2023-01-05 15:05 | 2023-01-20 08:29 |
| 癸卯 | 2024-01-05 20:49 | 2024-01-20 14:07 |
| 甲辰 | 2025-01-05 02:33 | 2025-01-19 20:00 |

數據來源：噴氣推進實驗室線上曆書系統
小寒，是二十四節氣中第二十三個節氣，每年在1月5-7日之间，斗指癸，太阳位于黄经285°。對於中國而言，这时正值“三九”前后，小寒標誌着开始进入一年中最寒冷的日子。根據中國大陸的氣象資料，小寒是气温最低的節氣，只有少數年份的大寒氣溫低於小寒的。

## 律曆
- 《禮記·月令》：「季冬之月，日在婺女，昏婁中，旦氐中。其日壬癸。」小雪處季冬。《月令七十二候集解》：「十二月節，月初寒尚小，故云，月半則大矣。」
- 《逸周書·時訓》：「小寒之日雁北向，又五日鵲始巢，又五日雉始鴝。」
- 《漢書·律曆志下》：「玄枵，初婺女八度，小寒。」

## 天候
小寒時臺灣的平地與高山溫差極大，平原白天溫暖，早晚漸涼。中國大陸秦嶺、淮河一線平均氣溫則在0℃左右，此線以南已經沒有季節性的凍土，冬作物也沒有明顯的越冬期。江南地區平均氣溫一般在5℃上下。華北的平均氣溫一般在-5℃上下，極端最低溫度在-15℃以下；東北北部，平均氣溫在-30℃左右，極端最低氣溫可低達-50℃以下。

## 物候
- 雁北鄉：鄉，嚮導之義，二陽之候，雁將避熱而回，今則鄉北飛之，至立春後皆歸矣，禽鳥得氣之先故也。
- 鵲始巢：鵲，喜鵲也；巢之門，每向太歲，冬至天元之始至，後二陽已得來年之節氣，鵲遂可為巢，知所向也。
- 雉始雊：雉，文明之禽，陽鳥也；雊，雌雄之同鳴也，感於陽而後有聲。

## 计算
- [(Y*D) + C] - L
- 公式解读：Y=年数后2位，D=0.2422，L=闰年数，21世纪C=5.4055，20世纪=6.11。
- 举例说明：1988年小寒日期=[88×0.2422+6.11]-[(88-1)/4]=27-21=6，1月6日小寒。
- 例外：1982年计算结果加1日，2019年减1日。

## 谚语
- 小寒大寒不下雪，小暑大暑田开裂
- 小寒大寒，冷成冰团
- 小寒不寒，清明泥潭
- 小寒大寒寒得透，来年春天天暖和
- 小寒正处三九前后，俗话说：“冷在三九”，其严寒程度也就可想而知了，各地流行的气象谚语，可做佐证。如华北一带有“小寒大寒，滴水成冰”的说法，江南一带有“小寒大寒，冷成冰团”的说法。每年的大寒小寒虽说寒冷，但寒冷的情况也不尽相同。有的年份小寒不是很冷，这往往预示大寒要冷，广西群众有“小寒不寒寒大寒”的谚语。
- 根据小寒的冷暖情况预示未来天气的谚语不少。如“小寒天气热，大寒冷莫说”、“小寒不寒，清明泥潭”、“小寒大寒寒得透，来年春天天暖和”、“小寒暖，立春雪”、“小寒寒，惊蛰暖”等。
- 根据小寒节气阴雨（雪）情况，预示未来天气的谚语有： “小寒蒙蒙雨，雨水还冻秧”、“小寒雨蒙蒙，雨水惊蛰冻死秧”。
- 群众在多年的实践中，总结了小寒大寒与小暑大暑的天气对应关系。如湖南省的“小寒大寒不下雪，小暑大暑田开裂”，山东省的“小寒无雨，小暑必旱”等。

## 題詠
- 小寒十二月節（唐•元稹）

小寒連大呂，歡鵲壘新巢。

拾食尋河曲，銜紫遶樹梢。

霜鷹近北首，雊雉隱藂茅。

莫怪嚴凝切，春冬正月交。

## 外部連結
- 小寒（國曆1月5或6或7日）(農委會)